# Meredith Monk
Pour les articles homonymes, voir Monk (homonymie).
Meredith Monk, née le 20 novembre 1942 à New York, est une compositrice, chanteuse, réalisatrice, scénariste, actrice, danseuse et chorégraphe américaine. Son travail mêle des éléments de danse, de théâtre et de musique, et se situe à la frontière entre ces disciplines.
Elle est considérée comme l'une des compositrices et interprètes les plus originales des États-Unis, notamment à cause de ses innovations vocales en matière de techniques de jeu étendues. Elle a reçu le 10 septembre 2015 la National Medal of Arts 2014, la plus grande distinction américaine en matière artistique, des mains du président Obama.

## Biographie
Meredith Monk étudie la musique dès l'âge de quatre ans, le piano, et le solfège par la méthode de rythmique Jaques-Dalcroze. Elle étudie aussi le chant avec le professeur de chant de sa mère. Elle fait ses études au Sarah Lawrence College, où elle montre des dispositions particulières pour la chorégraphie. C'est là qu'elle réalise ses premières œuvres, de And Sarah Knew (1962) à Timestop (1964), décrite comme une « œuvre accomplie pour une artiste de seulement 21 ans ».
Depuis les années 1960, Meredith Monk développe une activité multi-disciplinaire, aux frontières de la musique, du théâtre, et de la danse.
Son nom a été définitivement attaché à un haut lieu de la culture avant-gardiste new-yorkaise : The Kitchen.
Dans les années 1980, Monk a écrit et réalisé deux films, Ellis Island (1981), et Book of Days (1988).
Au début des années 1990, Monk a composé un opéra appelé Atlas, qui a été créé à Houston, Texas, en 1991. Elle a aussi écrit des pièces pour des ensembles instrumentaux et des orchestres symphoniques. Sa première œuvre symphonique est Possible Sky (2003). Elle a été suivie par Stringsongs (2004) pour quatuor à cordes, qui était commandé par le Kronos Quartet.

### Vie privée
Meredith Monk est ouvertement bisexuelle.

## Parcours de l’œuvre

### Style musical
Meredith Monk est avant tout une chanteuse. Elle possède une voix de soprano décrite comme « transparente ». Elle possède un ambitus de trois octaves allant du mi bémol grave au contre mi bémol[réf. souhaitée]. Le travail de Monk est particulièrement connu pour l'utilisation de techniques de jeu étendues pour la voix : chuchotements, cris, grognements, sanglots, chant diphonique…
Meredith Monk est parfois rattachée au courant minimaliste, en raison de l'utilisation de répétition d'éléments musicaux, mais elle-même refuse le terme. Au contraire des travaux de Steve Reich ou Philip Glass, la répétition n'est pas utilisée comme une structure, mais plutôt comme un accompagnement et un tremplin pour la voix. En revanche, elle reconnaît écouter et admirer les œuvres de Steve Reich, Charlemagne Palestine et La Monte Young. Une exécution de la composition de La Monte Young, The Tortoise, His Dreams and Journeys en 1966 l'a particulièrement marquée et ravie. Meredith Monk se sent en revanche plus proche de la tradition des américains indépendants (American Mavericks). En particulier, elle se sent proche de l'énergie présente dans les œuvres pour piano d'Henry Cowell, compositeur emblématique des indépendants américains.
Dans une interview récente, Monk a dit que ses musiques préférées incluaient de la musique brésilienne, spécialement les enregistrements de Caetano Veloso, la musique de Mildred Bailey ("le plus grand chanteur de jazz des années 30 et 40"), et le cycle pour piano Mikrokosmos de Bartók.
Monk ne note en général pas ses compositions sous forme écrite. Elle trouve en effet difficile de trouver des représentations graphiques qui puissent décrire convenablement sa musique, notamment en termes de spontanéité. De même, elle n'utilise que peu ou pas de techniques d'enregistrement comme le re-recording, préférant le mélange naturel des voix.

### Chorégraphe et performeuse
Les premiers enseignements de danse que suit Meredith Monk se font au Sarah Lawrence College sous la direction de Bessie Schönberg. Elle devient membre du Judson Dance Theater fondé par Anna Halprin à New York entre 1962 et 1964 et se produit aux côtés d'Yvonne Rainer et de Trisha Brown dans des happenings d'avant-garde. La carrière chorégraphique de Meredith Monk est dès lors intimement liée à ses créations de performances théâtrales et musicales qui s'agrémentent naturellement  de mouvements dansés. Elle monte en 1968 son propre collectif de création intitulé The House. Au sein de celui-ci le travail chorégraphique de Monk est influencé dans un premier temps par ses lectures philosophiques et de mysticisme oriental. Au fil des années, ses créations s'orienteront vers l'utilisation de mouvements familiers, souvent abstraits, lents et décomposés, comme trame d'histoires figuratives mêlant chant et danse.
Elle est récompensée de deux Bessie Award (1985 et 2005) et en 1996 reçoit un American Dance Festival Award pour l'ensemble de sa carrière.

## Succès et diffusion
La musique de Monk est inclassable, et son public vient d'horizons différents, de la musique contemporaine, du jazz, de la musique new age.
Plusieurs de ses enregistrements ont été utilisés par des cinéastes, en particulier par Jean-Luc Godard (Nouvelle Vague, 1990 ; Notre musique, 2004) et les frères Coen (The Big Lebowski, 1998). La chanteuse Björk, avec qui elle s'est liée d'amitié, a également repris une de ses chansons : Gotham Lullaby, issue de l'album Dolmen Music.
L'artiste de hip-hop DJ Shadow a échantillonné (samplé) Dolmen Music dans son album Endtroducing (1995).
La chanteuse française Camille lui rend hommage en 2008 dans sa chanson The Monk, issue de l'album Music Hole, qui outre son titre explicite, rappelle dans sa construction le travail sur la voix accompli par Monk. L'artiste Mood lui rend hommage à son tour avec le titre About M.M. - faisant référence aux initiales de Monk - accompagné de son harmonium. La Grande Sophie aussi la cite.
Meredith Monk a remporté de très nombreux prix, en particulier le Prix MacArthur en 1995. En 2012, le Musical America la nomme compositrice de l'année notant que « Meredith Monk a été pendant près de la moitié d'un siècle une source incroyable d'étonnement dans la musique contemporaine américaine, et il serait difficile de trouver un autre compositeur de son originalité ou de sa profondeur spirituelle  qui a su tant utiliser son corps entier pour créer de la musique ».

## Œuvre

### Œuvres instrumentales

#### Piano solo
- Paris (1973)
- Railroad (Travel Song) (1981)
- Window in 7's (1986)
- St. Petersburg Waltz (1994)
- Steppe Music (1998-2009)
- Ellis Island (1986-2015)
- Quarry Waltz

#### Deux pianos
- Parlour Games (1988)
- Phantom Waltz (1990)
- Folkdance (1996)
- Ellis Island (1986-2015)
- Trekking pour deux pianos (2015)
- Obsolete Objects
- urban march (shadow)
- Tower
- Phantom Strings
- totentanz
- Parlour Games

#### Autres
- Clarinet Study #1 pour clarinette solo (1999)
- Cello Study #1 pour violoncelle solo et voix (1999)
- Trumpet Study #1 pour trompette solo (1999)
- Stringsongs pour quatuor à cordes (2004)
- Backlight pour ensemble instrumental (2015)

### Œuvres vocales
- 16 Millimeter Earrings pour voix, guitare et bandes (1966)
- Juice: A Theater Cantata pour 85 voix, jaw harp et deux violons (1969)
- Vessel: An Opera Epic pour 75 voix, orgue électronique, dulcimer et accordéon (1971)
- Our Lady of Late pour voix solo et verre à vin (1972)
- Quarry: An Opera pour 38 voix, 2 pump organs, deux flûtes à bec sopranos, bande (1976)
- Songs from the Hill pour voix solo non accompagnée (1976)
- Tablet pour quatre voix, piano quatre mains, deux flûtes à bec sopranos (1976)
- Dolmen Music pour 6 voix, violoncelle, percussion (1979)
- The Games pour 16 voix, synthétiseur, claviers, Flemish Bagpipes, bagpipes, Chinese horn et rauschpfeife (1983)
- Astronaut Anthem pour chœur a cappella (1983)
- Panda Chant II pour chœur a cappella (1984)
- Book of Days pour 25 voix, synthétiseur, piano ou 7 voix, synthétiseur (version de chambre) (1985)
- Scared Song, chanson pour voix solo, synthétiseur et piano (1986)
- I Don't Know, chanson pour voix solo et piano (1986)
- Atlas: An Opera in Three Parts pour 18 voix et orchestre de chambre (1991)
- Three Heavens and Hells pour 4 voix (1992)
- Volcano Songs (Solo) pour voix solo, voix avec voix enregistrés et piano (1994)
- The Politics of Quiet pour 10 voix, 2 claviers, cor, violon, bowed psaltery (1996)
- Magic Frequencies pour 6 voix, 2 claviers, percussion (1999)
- Eclipse Variations pour 4 voix, esraj, sampler, enregistré en son surround
- Mercy pour 6 voix, 2 claviers, percussion, plusieurs instruments à vent de la famille des bois, violon (2001)
- When There Were Work Songs pour ensemble vocal (2002)
- Last Song pour voix solo et piano (2003)
- Possible Sky pour orchestre et voix (2003)
- Impermanence pour huit voix, piano, clavier, marimba, vibraphone, percussion, violon, plusieurs instruments à vent de la famille des bois, roue de bicyclette (2005)
- Night pour chœur et orchestre (1996/2005)
- Songs of Ascension pour ensemble vocal et quatuor à cordes (2006)
- Weave pour voix solo, chœur et orchestre (2010)

### Chorégraphies
- - 1963 : Me
  - 1964 : Diploid, musique d'Aaron Copland
  - 1965 : The Beach, collage musical de Monk
  - 1966 : Portable, collage musical de Monk (Dylan et Monteverdi)
  - 1966 : Duet with Cat's Screams and Locomotive
  - 1966 : 16 Millimiter Earrings (version filmée la même année)
  - 1966-1968 : Blueprint (5 volets)
  - 1969-1970 : Tour (7 volets)
  - 1971 : Vessel
  - 1972 : Education of the Girlchild
  - 1974 : Chacon
  - 1976 : Quary
  - 1979 : Recent Ruins
  - 1981 : A Civil War Opera
  - 1983 : The Games avec Ping Chong
  - 1990 : Facing North
  - 1991 : Atlas pour le Houston Grand Opera
  - 1992 : Three Heavens and Hells
  - 1994 : Volcano Songs
  - 1996 : The Politics of Quiet

## Filmographie

### Comme compositeur
- 1974 : Music with Roots in the Aether: Opera for Television by Robert Ashley (feuilleton TV) (aussi actrice)
- 1981 : Ellis Island
- 1983 : Four American Composers (TV)

### Comme réalisatrice et scénariste
- 1981 : Ellis Island
- 1988 : Book of Days

### Vidéographie
- Eclipse Variations, Starkland, 2000